# Лебеді (Конотопський район)
Ле́бедєве — село в Україні, у Дубов'язівській селищній громаді Конотопського району Сумської області. Населення становить 216 осіб. Колишній орган місцевого самоврядування — Красненська сільська рада.

## Географія
Село Лебеді розташоване неподалік витоків річки Терн, за 7 км від водосховища Ромен. Примикає до сіл Красне та Вишневе.
Крізь село пролягає автомобільний шлях Т 2504.

## Історія
- 1922 — дата заснування. Заселили його вихідці з села Чернеча Слобода Буринського району.
- Село постраждало внаслідок геноциду українського народу, проведеного окупаційним урядом СССР 1923-1933 та 1946-1947 роках.
- 5 червня 2025 року Постановою Верховної Ради України № 4483-ІХ «Про перейменування окремих населених пунктів, назви яких містять символіку російської імперської політики або не відповідають стандартам державної мови» село Лебедєве перейменовано на Лебеді. 18 червня 2025 року перейменування набуло чинності[1].[2].

## Населення

### Мова
Розподіл населення за рідною мовою за даними :
| Мова       | Кількість | Відсоток |
| ---------- | --------- | -------- |
| українська | 215       | 99.54%   |
| російська  | 1         | 0.46%    |
| Усього     | 216       | 100%     |